# Горанов, Пламен
Пламен Горанов (болг. Пламен Любчев Горанов; 20 октября 1976 — 3 марта 2013) — болгарский общественный деятель, фотограф, который 20 февраля 2013 года совершил акт самосожжения перед мэрией Варны.
Горанов окончил Экономический колледж в Ване, затем Экономическую академию в Свиштове. Занимался частным предпринимательством, у него была своя компания в Добриче.

## Обстоятельства смерти
36-летний Пламен Горанов участвовал в акции протеста перед зданием мэрии в Варне. Он держал плакат с требованием немедленной отставки мэра Варны Кирилла Йорданова и всего городского совета. Когда Горанов понял, что городская власть не обращает внимания на требования протестующих, он облил себя горючей смесью и чиркнул зажигалкой.
Люди, которые были рядом с протестующим, не смогли быстро погасить огонь. Горанов получил ожоги внутренних органов, которые оказались смертельными — 3 марта умер в Варне. В понедельник 4 марта 2013 по всей стране протестующие зажгли свечи в память о погибшем.
Болгарские газеты пишут, что Пламен Горанов был личностью с ярко выраженной гражданской позицией. Он не терпел социальной несправедливости, принимал активное участие в многотысячных гражданских протестах, превративших Варну в «столицу» недовольства плохим управлением городом и страной, бедностью, коррупцией и непосильными счетами за электроэнергию.